# Umbrabrokvecklare
Umbrabrokvecklare (Phiaris umbrosana) är en fjärilsart som först beskrevs av Freyer 1842.  Umbrabrokvecklare ingår i släktet Phiaris, och familjen vecklare. Arten är reproducerande i Sverige.